# Wasserstoff-Kernnetz
Das Wasserstoff-Kernnetz ist ein von der deutschen Bundesregierung geplantes deutsches Wasserstoffnetz. Das Netz hat eine Gesamtlänge von 9.040 km und soll zu 56 % aus umgestellten Pipelines aus dem Erdgasnetz und zu 44 % aus neugebauten Pipelines bestehen. Es soll ab 2025 schrittweise in Betrieb genommen und bis 2032 fertiggestellt werden. Die Bezeichnung „Kernnetz“ bezieht sich darauf, dass es sich dabei nicht um ein endgültiges und flächendeckendes Netz handelt, sondern um ein Grundgerüst aus wichtigen Verbindungen, das durch weitere Pipelines ergänzt werden kann.

## Hintergrund
Im Zuge der Energiewende müssen fossile Energieträger wie Kohle, Öl und Gas durch erneuerbare Energieträger ersetzt werden. Strom aus erneuerbaren Energien ist hierbei aufgrund seiner hohen Effizienz meistens die erste Wahl (z. B. in der Elektromobilität und bei Wärmepumpen), allerdings vor allem in der Industrie nicht für alle Anwendungen geeignet. Wasserstoff kann dagegen sehr flexibel eingesetzt und daher beispielsweise auch in der Stahl- und Chemieindustrie für eine klimaneutrale Produktion verwendet werden. Wenn Wasserstoff durch Elektrolyse mit Strom aus erneuerbaren Energien hergestellt wird, ist es ebenfalls ein erneuerbarer Energieträger. Wasserstoff ist gut speicherbar und mit Wasserstoff betriebene Gaskraftwerke können bei Bedarf flexibel an- und abgeschaltet werden. Die Stromerzeugung in Zeiten einer Dunkelflaute ist aufgrund dessen ein weiterer Anwendungsfall für Wasserstoff.
Für die Nutzung von Wasserstoff ist der Aufbau einer Transportinfrastruktur nötig. Ein Pipelinenetz ist dabei sowohl innerhalb Deutschlands als auch innerhalb Europas die günstigste Alternative. Mit dem Kernnetz soll ein Rückgrat aus wichtigen Verbindungen geschaffen werden, um Wasserstoff importieren und Industrie und Kraftwerke mit Wasserstoff versorgen zu können.

## Planung des Netzes
Die Planung des Netzes ist im Energiewirtschaftsgesetz geregelt, welches vorsieht, dass die FNB Gas einen Vorschlag für das Kernnetz ausarbeiten und bei der Bundesnetzagentur (BNetzA) beantragen. Der formelle Antrag der FNB Gas wurde zum 22. Juli 2024 vorgelegt. Die BNetzA genehmigte den Antrag mit Anpassungen am 22. Oktober 2024 nach Prüfung und Konsultation der Öffentlichkeit. Durch die Genehmigung sind die beteiligten Unternehmen zur Umsetzung verpflichtet. Ursprünglich war eine komplette Fertigstellung des Kernnetzes bis 2032 geplant. Inzwischen wurde aber die Möglichkeit hinzugefügt, die Inbetriebnahme einzelner Leitungen bis 2037 zu verschieben, um eine Überdimensionierung des Netzes in den ersten Jahren und damit verbundene hohe Kosten zu vermeiden.
Im Antrag der FNB Gas wurden wichtige Importrouten für Wasserstoff sowie geplante Elektrolysestandorte, Kraftwerke und Großkunden in der Industrie berücksichtigt, die an das Netz angebunden werden sollen. Das Netz hat eine Gesamtlänge von 9.040 km und soll überwiegend (zu 56 %) aus Pipelines bestehen, die momentan Teil des Erdgasnetzes sind und für die Verwendung im Wasserstoffnetz umgestellt werden. Die übrigen 44 % sind neugebaute Wasserstoffpipelines. Ebenfalls in der Planung enthalten sind sogenannte „erdgasverstärkende Maßnahmen“. Dabei handelt es sich um kurze neugebaute Erdgaspipelines, die die Versorgungssicherheit im Erdgasnetz sicherstellen und damit die Umstellung anderer Pipelines auf Wasserstoff ermöglichen sollen. Dies wurde bei Verbindungen vorgeschlagen, bei denen dies günstiger als der Neubau einer Wasserstoffpipeline ist.

## Finanzierung
Das Wasserstoff-Kernnetz soll über die Netzentgelte durch die Nutzer finanziert werden. Da zu Beginn hohe Investitionen für den Aufbau des Netzes erforderlich sind, während noch geringe Mengen an Wasserstoff transportiert werden, würde dies ohne weitere Maßnahmen zu sehr hohen Netzentgelten und dadurch abschreckenden Preisen für Wasserstoff führen. Aus diesem Grund ist eine Deckelung der Netzentgelte und eine Zwischenfinanzierung über ein Amortisationskonto geplant. Das Konzept sieht vor, dass die Investitionen in den ersten Jahren teilweise aus dem Amortisationskonto bezahlt werden. Sobald das Netz stärker genutzt wird, sollen die vorgestreckten Mittel (mit den dann gestiegenen Einnahmen aus den Netzentgelten) an das Amortisationskonto zurückgezahlt werden, sodass dieses bis 2055 wieder ausgeglichen ist.
Zusätzlich besteht eine finanzielle Absicherung durch die Bundesregierung, um Investitionssicherheit für die Netzbetreiber zu schaffen. Sollten die erwarteten Einnahmen aus den Netzentgelten beispielsweise aufgrund deutlich niedrigerer Nachfrage ausbleiben, würde das Amortisationskonto stattdessen größtenteils durch den Staat ausgeglichen werden. Die Finanzierung mit Beteiligung des Staates erforderte eine beihilferechtliche Genehmigung der EU-Kommission.
Die gesamten Investitionskosten für das Netz betragen voraussichtlich 18,9 Mrd. €.

## Kritik
An der Planung im Antragsentwurf wurde kritisiert, dass die FNB Gas zu früh von einem zu großen Transportbedarf ausgehen. Im Entwurf sollte das Kernnetz bis 2032 fertiggestellt werden, während die Gaskraftwerke in der Kraftwerksstrategie der Bundesregierung, die einen großen Teil des Bedarfs ausmachen, erst zwischen 2035 und 2040 auf Wasserstoff umgestellt werden. Dadurch droht ein Leerlauf des Netzes in den ersten Jahren, der zu hohen Kosten für Wasserstoffkunden oder den Staat führen würde. Als Lösung wurde vorgeschlagen, Teile des Netzes erst später zu bauen, wenn auch ein entsprechender Bedarf vorhanden ist. In Reaktion auf die Kritik wurde zum einen die Netzlänge von ursprünglich 9.721 km auf 9.040 km reduziert, zum anderen der BNetzA die Möglichkeit eingeräumt, die Inbetriebnahme einzelner Verbindungen bis 2037 zu verschieben. Die Investitionskosten konnten dadurch von 19,8 Mrd. € auf 18,9 Mrd. € gesenkt werden.
Ein weiterer Kritikpunkt sind die im Antragsentwurf angenommenen Importe von Wasserstoff. Das geplante Netz hat eine Importkapazität von 58 GW, es sei aber unklar, ob und wo im Ausland bis 2032 entsprechende Produktionskapazitäten für Wasserstoff aufgebaut werden können.